# Astragalus shatuensis
Astragalus shatuensis är en ärtväxtart som beskrevs av Dieter Podlech. Astragalus shatuensis ingår i släktet vedlar, och familjen ärtväxter. Inga underarter finns listade i Catalogue of Life.